# Џулов закон
Џулов закон је физички закон који показује везу између топлоте, коју ствара електрична струја која тече кроз проводник. Добио је име по Џејмсу Џулу, који је проучио овај феномен 1840. Џулов закон се овако изражава
{\displaystyle P=U\cdot I=I^{2}\cdot R}
односно енергијом
{\displaystyle W=U\cdot I\cdot t=I^{2}\cdot R\cdot t=P\cdot t}
Где је :
- W - количина топлоте (у џулима)
- P - снага (у ватима)
- U - електрични напон струје
- I - електрична струја
- R - Омов електрични отпор
- t - Време мјерења или време елемента под струјом

Када се струја, отпорност и време редом изразе у амперима, омима и секундама, добија се јединица за топлоту која се назива џул
Џулов закон се понекад назива Џулов-Ленцов закон пошто га је касније независно од Џула открио Хајнрих Ленц. Ефекат загревања проводника кроз које протиче струја је познат као Џулова топлота.
Џулов закон гласи:
| „ | Количина топлоте ослобођена у проводнику кроз који протиче електрична струја једнака је производу квадрата јачине те електричне струје, електричној отпорности тог проводника и времену протицања ове струје. | ” |